# Atchison County (Kansas)
Atchison County is een county in de Amerikaanse staat Kansas.
De county heeft een landoppervlakte van 1.120 km² en telt 16.774 inwoners (volkstelling 2000). De hoofdplaats is Atchison.

## Bevolkingsontwikkeling

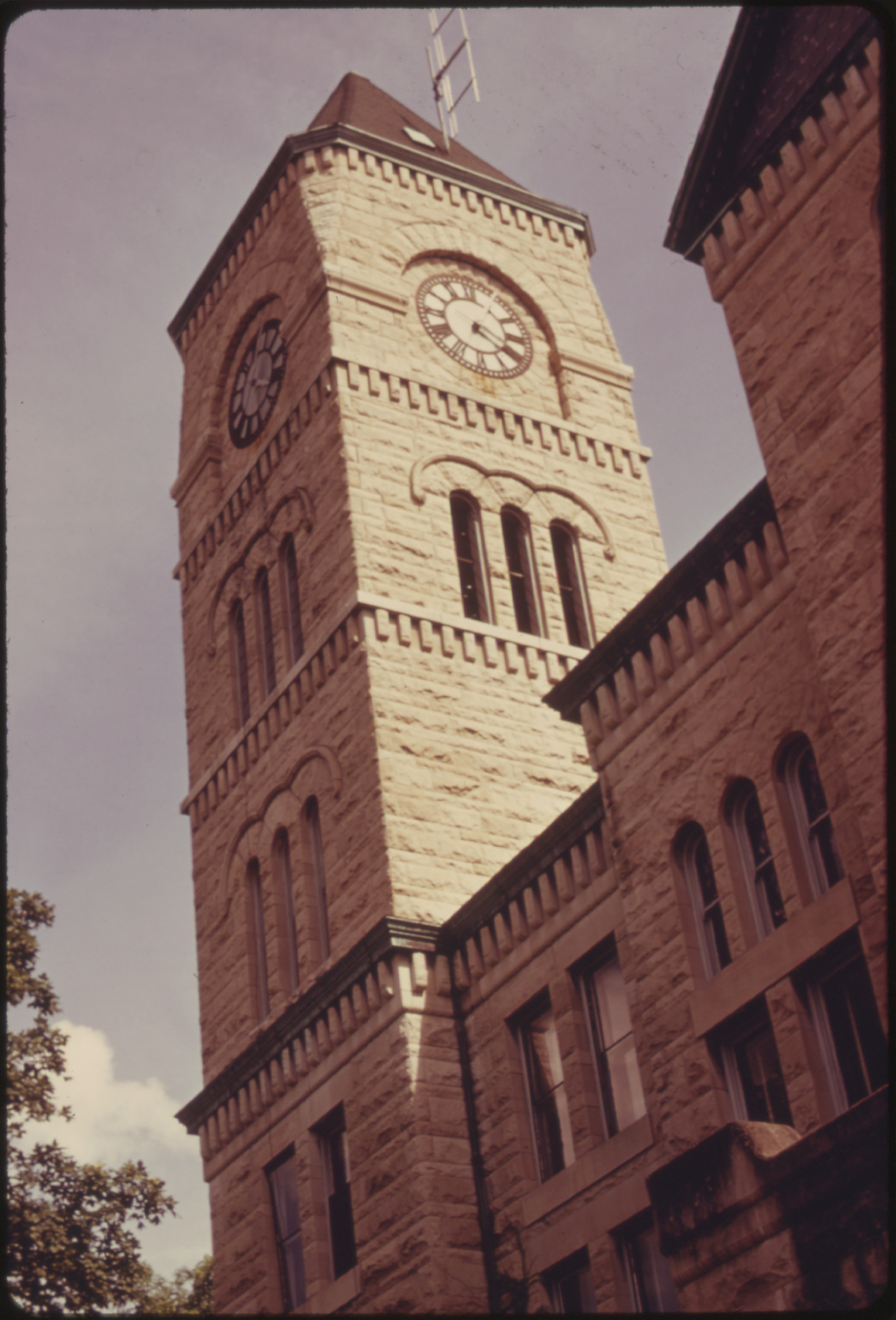
Atchison County Courthouse